# Вишнёвка (Чишминский район)
Вишнёвка (баш. Вишневка) — деревня в Чишминском районе Республики Башкортостан Российской Федерации. Входит в состав Ибрагимовского сельсовета.

## География

### Географическое положение
Расстояние до:
- районного центра (Чишмы): 37 км,
- центра сельсовета (Ибрагимово): 7 км,
- ближайшей ж/д станции (Чишмы): 37 км.

## Население
| 2002 | 2009 | 2010 |
| ---- | ---- | ---- |
| 93   | ↘89  | ↘73  |

Национальный состав
Согласно переписи 2002 года, преобладающие национальности — русские (57 %), татары (37 %).